# عمر دياكيتي (لاعب إيفواري)
عمر دياكيتي (بالفرنسية: Oumar Diakité)‏ هو لاعب كرة قدم إيفواري ولد بتاريخ 20 ديسمبر 2003 في بينجرفيل.

## مسيرته
بدأ مسيرته في نادي أسيك ميموزا الإيفواري وإنتقل في 2022 إلى ريد بل سالزبورغ النمساوي وتم إعارته في نفس السنة إلى نادي نادي ليفيرينج النمساوي ثم عند انتهاء إعارته انتقل من سالزبورغ إلى ستاد ريمس الفرنسي.

## وصلات خارجية
عمر دياكيتي على موقع قاعدة بيانات كرة القدم.إي يو (الإنجليزية)
- عمر دياكيتي على موقع ليكيب (الفرنسية)
- عمر دياكيتي على موقع ناشيونال فوتبول تيمز (الإنجليزية)
- عمر دياكيتي على موقع Soccerway.com (الإنجليزية)
- عمر دياكيتي على موقع عالم كرة القدم.نت (الإنجليزية)